# Rigi Bahnen
Rigi Bahn (RB) je železniční společnost spravující železniční tratě Vitznau-Rigi Kulm a Arth-Goldau – Rigi Kulm ve Švýcarsku na pomezí kantonů Schwyz a Lucern. Mimo tyto tratě spravuje společnosti i visutou lanovou dráhu Weggis – Rigi Kaltbad. Společnost vznikla v roce 1992 sloučením dvou samostatných tratí a provozovatelů na vrchol Rigi: Vitznau-Rigi-Bahn, Arth-Rigi-Bahn a lanové dráhy.
Obě železniční tratě jsou normálního rozchodu a pro příkrý sklon jsou vybaveny ozubnicovým systémem Riggenbach. Tratě stoupají na vrchol Rigi do výšky 1.752 m n. m.; původní Vitznau-Rigi-Bahn stoupá od Lucernského jezera z nadmořské výšky 435 m n. m. po jihozápadním svahu, původní Arth-Rigi-Bahn stoupá z údolí dvojměstí Arth-Goldau ve výšce 519 m n. m. po severozápadním svahu. V sedle Rigi Staffel se obě tratě k sobě přimykají a společně pokračují pod vrchol Rigi.
Hlavní činnost společnosti je zaměřena na celoroční turistický provoz, v zimě pro potřeby zimních sportů. K tomu zajišťuje zásobování oblasti a vrcholu Rigi. S prvními dochovalými lokomotivami a vagony jsou pořádány historické jízdy.

## Historie
Celková historie zachycuje sled událostí původně samostatných tratí a jejich sloučení do Rigi Bahn.
| rok  |  | událost                                                                                                  |
| 1863 |  | Inženýr Niklaus Riggenbach si nechává patentovat svůj ozubnicový systém ve Francii                       |
| 1871 |  | Otevření Vitznau-Rigi-Bahn (VRB) na úseku z Vitznau do Staffelhöhe                                       |
| 1873 |  | Otevření provozu VRB mezi Rigi Staffelhöhe a vrcholem Rigi                                               |
| 1874 |  | Otevření VRB dvoukolejného úseku mezi Freibergen a Rigi Kaltbad                                          |
|      |  | otevření trati Rigi – Scheidegg (Kaltbad – Scheidegg)                                                    |
| 1875 |  | Otevření Arth-Rigi-Bahn (ARB) z údolí od Arth-Oberarth a ozubnicová železnice Oberarth – vrchol Rigi     |
| 1882 |  | Změna konstrukce lokomotiv, parní kotle lokomotiv VRB jsou z vertikální polohy převedeny do horizontální |
| 1884 |  | Zahájen celoroční provoz v úseku z Arth na Goldau                                                        |
| 1897 |  | Otevření vyvýšené nástupní plošiny (nástupního mostu) v Arth-Goldau                                      |
| 1906 |  | Zahájení zimního provozu mezi Vitznau – Rigi Staffelhöhe                                                 |
| 1906 |  | Elektrifikace úseku železnice v údolí Arth-Goldau                                                        |
| 1907 |  | Elektrifikace úseku z Goldau na vrchol Rigi                                                              |
| 1928 |  | Zahájení zimního provozu mezi Goldau a vrcholem Rigi                                                     |
| 1931 |  | Ukončení provozu v úseku Rigi Kaltbad – Rigi Scheidegg / Rigi-Scheidegg-Bahn                             |
| 1937 |  | Elektrifikace větvě Vitznau – vrchol Rigi                                                                |
| 1959 |  | Ukončení provozu v úseku Arth – Goldau a nahrazení provozu autobusovou dopravou                          |
| 1968 |  | Zahájení provozu kabinové lanovky Weggis – Rigi Kaltbad (LWRK)                                           |
| 1990 |  | Propojení tratí ARB-VRB v Rigi Staffel                                                                   |
| 1991 |  | Otevření nového depa a dílenské budovy v dolní stanici Vitznau                                           |
| 1992 |  | Sloučení společnosti Vitznau-Rigi-Bahn a Arth-Rigi-Bahn, vzniká jedna společnost Rigi Bahn               |
| 1993 |  | Do provozu na lanovce je uvedena nová panoramatická kabina (LWRK)                                        |
| 1999 |  | Podání a přijetí světového patentu flexibilní výhybky ozubnicové dráhy na Rigi Bahn                      |
| 2000 |  | Zahájení provozu flexibilní výhybky ozubnicové dráhy                                                     |
| 2000 |  | 125. výročí Arth-Rigi-Bahn                                                                               |
| 2006 |  | 100. výročí zimního provozu železnice a zimních sportů na vrcholu Rigi                                   |
| 2007 |  | Otevření kulturního velkokapacitního stanu až pro 800 osob v Rigi Staffel                                |

## Technická data
Vzhledem k tomu, že původní projekce dvou samostatných tratí byla shodná, jak s ohledem na rozchod kolejí, typ ozubnicového systému a posléze elektrifikaci, nebylo problematické obě tratě vzájemně propojit bez dodatečných nákladů.
Zajímavostí na jihozápadní straně, části Vitznau-Rigi, je instalace světově patentované flexibilní výhybky RIGI-VTW 2000, která byla poprvé instalována ve stanici Rigi-Freibergen.

## Vozový park

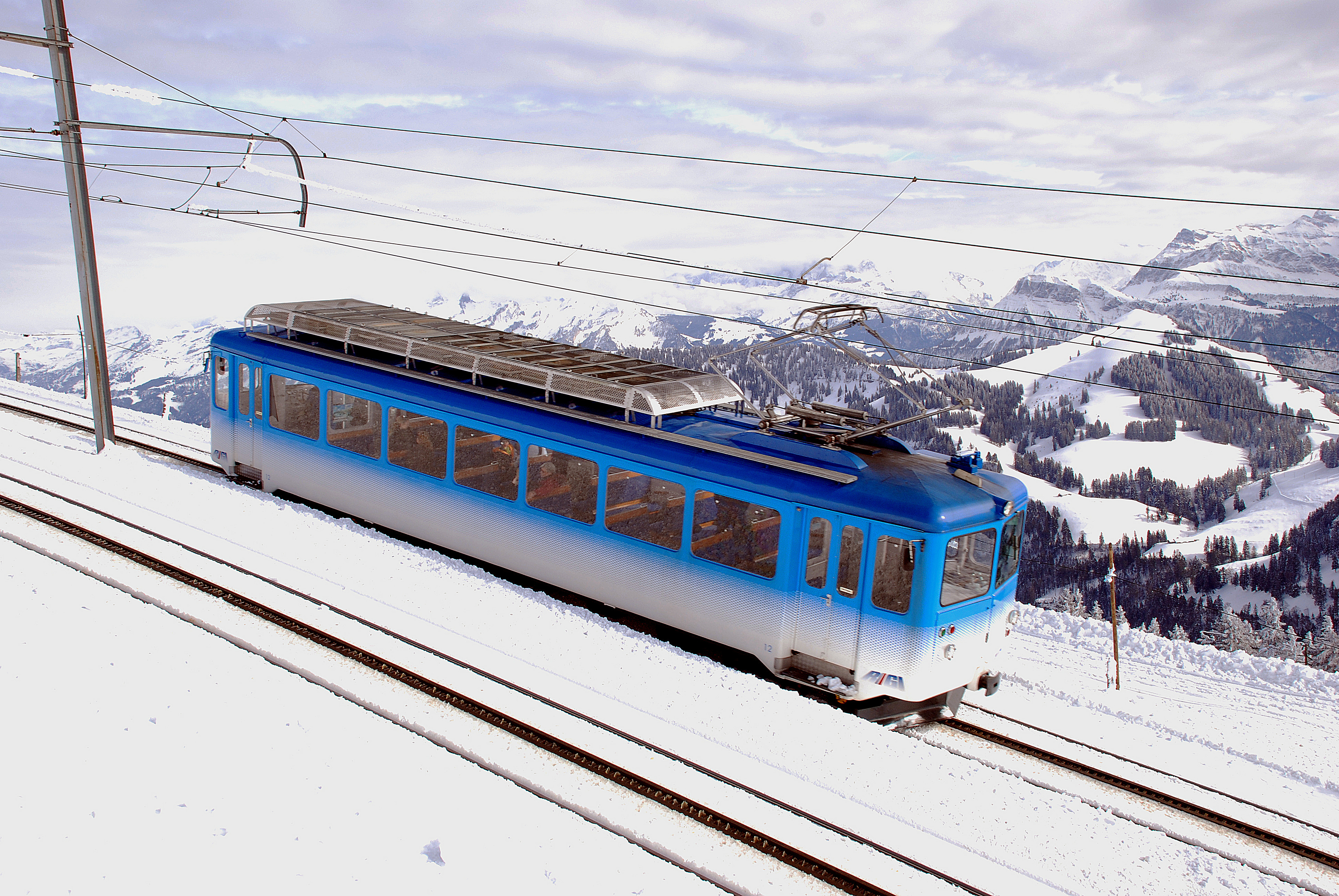
provedení Arth-Rigi

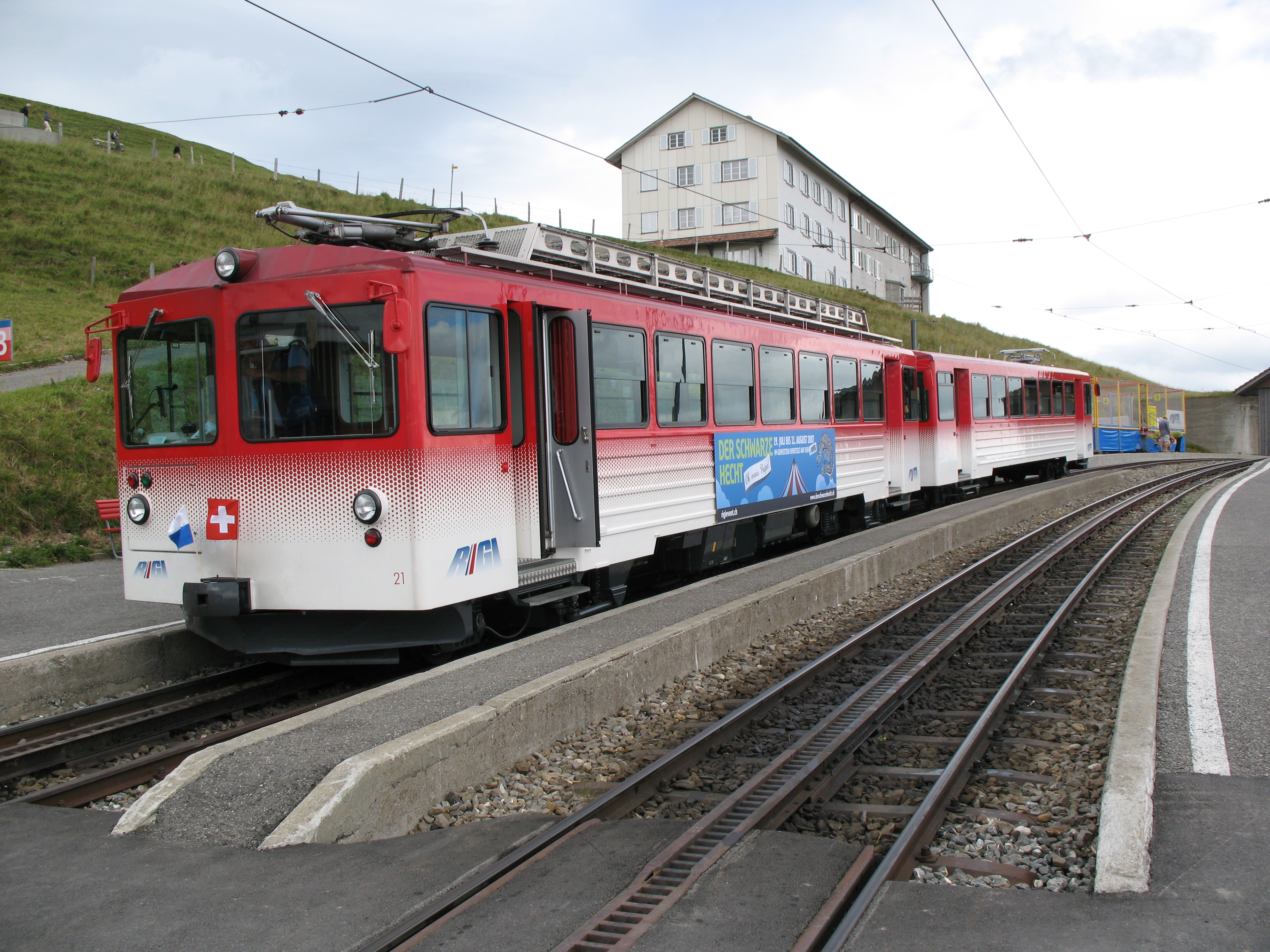
provedení Vitznau-Rigi

Společnost Rigi Bahn převzala vozový park předchozích společností a u nových nebo novějších vozů sjednotila styl nátěru. Spodní část karoserie je bílá a přechází v modrou u vozidel bývalé Arth-Rigi-Bahn; v červenou u vozidel bývalé Vitznau-Rigi-Bahn. U historických vozů byl zachováno původní, originální, barevné provedení.